# 13-as villamos (Prága)
A prágai 13-as jelzésű villamos a Čechovo náměstí és a Černokostelecká között közlekedik.

## Útvonala
| Černokostelecká felé | Čechovo náměstí felé |
| --- | --- |
| Čechovo náměstí – Minská – Moskevská – Francouzská – Náměstí Míru – Jugoslávská – Bělehradská – Škrétova – Vinohradská – Černokostelecká – Černokostelecká | Černokostelecká – Černokostelecká – Vinohradská – Škrétova – Bělehradská – Jugoslávská – Náměstí Míru – Francouzská – Moskevská – Čechovo náměstí |

## Megállóhelyei
| 0  | Čechovo náměstí végállomás  | 30 | 4, 22                  |
| 1  | Vršovické náměstí           | 29 | 4, 22                  |
| 2  | Ruská                       | 27 | 4, 22                  |
| 3  | Krymská                     | 26 | 4, 22                  |
| 5  | Jana Masaryka               | 25 | 4, 22                  |
| 7  | Náměstí Míru                | 23 | A 4, 10, 16, 22        |
| 9  | I. P. Pavlova               | 21 | C 4, 6, 10, 11, 16, 22 |
| 10 | Muzeum                      | 19 | A C 11                 |
| 12 | Italská                     | 17 | 11                     |
| 13 | Vinohradská tržnice         | 15 | 11                     |
| 15 | Jiřího z Poděbrad           | 14 | A 11                   |
| 17 | Radhošťská                  | 12 | 11                     |
| 19 | Flora                       | 11 | A 5, 10, 11, 15, 16    |
| 20 | Olšanské hřbitovy           | 10 | 5, 10, 11, 15, 16      |
| 21 | Želivského                  | 9  | A 5, 10, 11, 16, 26    |
| 23 | Želivského                  | 7  | A 5, 10, 11, 16, 26    |
| 24 | Vinohradské hřbitovy        | 6  | 5, 26                  |
| 25 | Krematorium Strašnice       | 5  | 5, 26                  |
| 26 | Vozovna Strašnice           | 4  | 5, 26                  |
| 27 | Vinice                      | ∫  | 5, 7                   |
| 29 | Solidarita                  | 3  | 5, 7                   |
| 30 | Zborov - Strašnické divadlo | 2  | 5, 7                   |
| 31 | Nové Strašnice              | 1  | 5, 7                   |
| 33 | Černokostelecká végállomás  | 0  | 5, 7                   |